# Xử lý đơn hàng
Xử lý đơn hàng là quy trình hoặc quy trình công việc liên quan đến việc chọn, đóng gói và giao các mặt hàng được đóng gói cho một hãng vận chuyển.  Xử lý đơn hàng là một yếu tố quan trọng của việc thực hiện đơn hàng.  Các hoạt động xử lý đơn hàng hoặc cơ sở thường được gọi là " trung tâm phân phối ".

## Quá trình

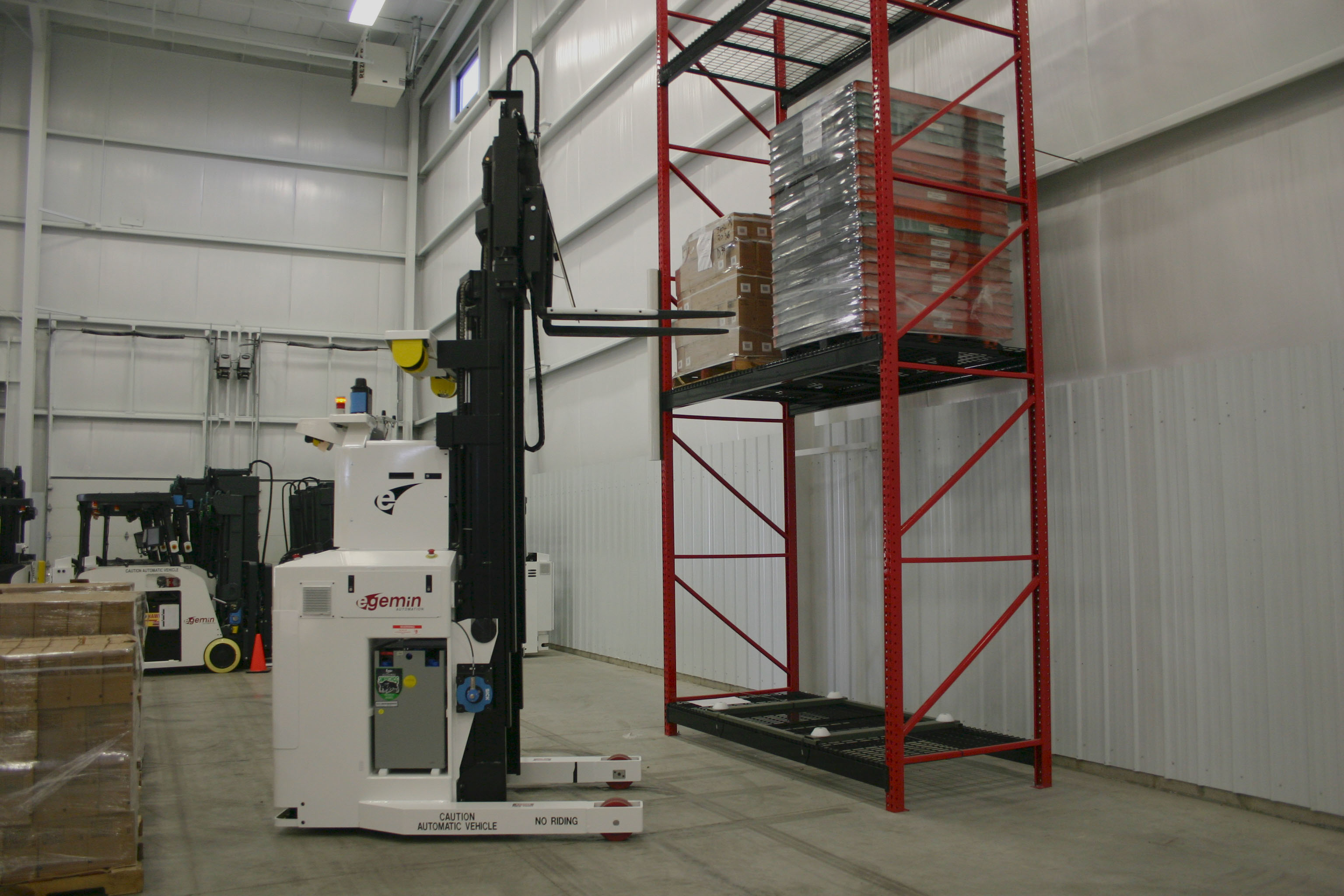
Chọn tự động

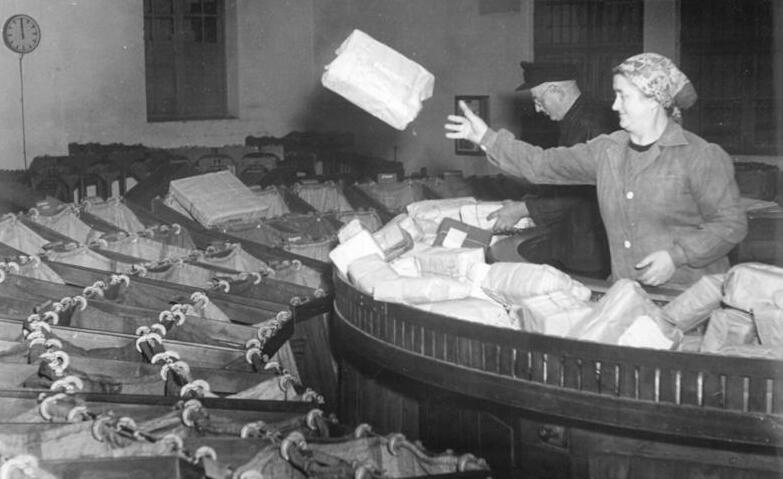
Sắp xếp các gói theo điểm đến

Xử lý đơn hàng là một quá trình tuần tự liên quan đến:
- Chọn hàng: bao gồm lấy và thu thập vật phẩm với số lượng xác định trước khi giao hàng để đáp ứng đơn đặt hàng của khách hàng.
- Sắp xếp: quá trình phân tách các mục theo điểm đến.
- Tiền hợp nhất hoặc hình thành gói: bao gồm trọng số, ghi nhãn và đóng gói.
- Hợp nhất: tập hợp các gói vào các đơn vị tải để vận chuyển, kiểm soát và vận đơn.

## Chọn

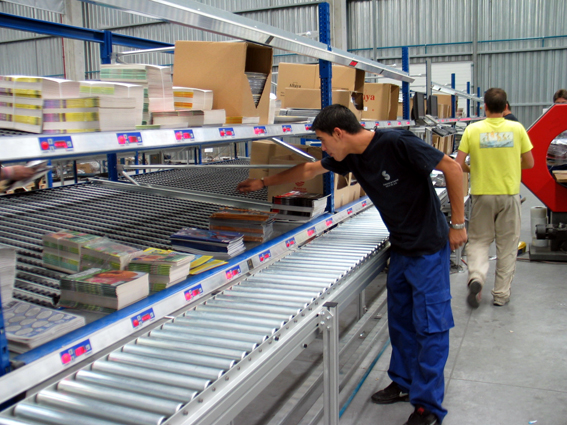
Người đến lấy hàng được hỗ trợ bởi băng chuyền

Thao tác chọn đơn hàng hoặc chuẩn bị đơn hàng là một trong những quy trình của kho hậu cần.  Nó bao gồm lấy và thu thập các mặt hàng với số lượng xác định trước khi giao hàng để đáp ứng đơn đặt hàng của khách hàng.  Đây là một quy trình lưu kho cơ bản và có ảnh hưởng quan trọng đến năng suất của chuỗi cung ứng.  Điều này làm cho thứ tự chọn một trong các quy trình logistic được kiểm soát nhất.
Đây là một trong những chức năng hệ thống quản lý kho.

### Các loại
Các loại chọn đơn hàng bao gồm:
- chọn mảnh hoặc chọn theo phương pháp một phần: bộ chọn đơn hàng di chuyển (s) để thu thập các sản phẩm cần thiết cho một đơn hàng.  Điều này thường thấy trong các trung tâm phân phối cho các chuỗi bán lẻ, theo đó một cửa hàng sẽ đòi hỏi rất nhiều hàng hóa bổ sung.  Một người hái có thể chọn tất cả hoặc một phần bổ sung cho một cửa hàng.
- Phương pháp chọn vùng: mỗi công cụ chọn đơn hàng được gán cho một khu vực cụ thể và sẽ chỉ nhận ra việc chọn đơn hàng trong khu vực này.  Ví dụ, trong môi trường bán lẻ điện, có thể cần cả hai mặt hàng lớn và nhỏ và một bộ chọn trên xe điện như xe tải pallet chạy bằng điện (PPT) hoặc xe chọn hàng có thể chọn các mặt hàng lớn và nặng trong khi người chọn chân có thể chọn những cái nhỏ và nhẹ từ một phần khác của kho.  Cuối cùng, hai lựa chọn được đối chiếu.
- Phương pháp chọn sóng: (Chọn sóng) (các) bộ chọn đơn hàng di chuyển để thu thập các sản phẩm cần thiết cho một số đơn hàng
- Phương pháp hệ thống sắp xếp: không có chuyển động của bộ chọn đơn hàng, các sản phẩm được đưa đến cho anh ta bằng một hệ thống tự động (hệ thống băng tải, lưu trữ tự động...).
- chọn phương pháp hộp:    WMS chỉ đạo người vận hành chọn sku từ thùng lưu trữ hoặc hộp vận chuyển và đặt nó vào trong hộp vận chuyển hoặc vào hộp được gán cho đơn đặt hàng.[3]

lbs mỗi tải; Tải trung đến 2000   lbs mỗi tải; Đơn vị (rõ ràng không áp dụng cho tất cả các loại

### Chọn mảnh
Chọn mảnh, còn được gọi là thao tác chọn hoặc chọn / đóng gói trường hợp bị hỏng, mô tả các hệ thống trong đó các mục riêng lẻ được chọn.  Các hoạt động sử dụng chọn mảnh thường có một đơn vị lưu trữ hàng tồn kho lớn, hoặc SKU, dựa trên hàng ngàn hoặc hàng chục ngàn mặt hàng, số lượng nhỏ trên mỗi lượt chọn và thời gian chu kỳ ngắn.  Ví dụ về các hoạt động chọn mảnh bao gồm các công ty cửa hàng đặt hàng qua thư và nhà phân phối phụ tùng sửa chữa.

### Chọn trường hợp
Các hoạt động sử dụng chọn trường hợp có xu hướng ít đa dạng hơn về đặc tính sản phẩm so với các hoạt động sử dụng chọn mảnh.  Thông thường có ít SKU hơn và số lượt chọn cao hơn cho mỗi SKU.

### Chọn pallet
Chọn toàn bộ pallet, hoặc chọn tải đơn vị, sử dụng các phương pháp hệ thống đơn giản hơn nhiều so với chọn mảnh hoặc chọn trường hợp.  Tuy nhiên, có nhiều sự lựa chọn trong thiết bị lưu trữ, cấu hình lưu trữ và các loại xe nâng.

## Sắp xếp
Máy phân loại trong phân phối

## Chọn và đóng gói
Chọn và đóng gói là một phần của quy trình quản lý chuỗi cung ứng hoàn chỉnh thường được sử dụng trong phân phối bán lẻ hàng hóa.  Nó đòi hỏi phải xử lý số lượng nhỏ đến lớn sản phẩm, thường là xe tải hoặc xe lửa tải và tháo rời chúng, chọn sản phẩm có liên quan cho từng điểm đến và đóng gói lại với nhãn vận chuyển được dán và hóa đơn đi kèm.  Dịch vụ thông thường bao gồm có được một tỷ lệ vận chuyển hợp lý từ các hãng vận tải phổ biến cũng như nhanh chóng.  Dịch vụ Pick and Pack được cung cấp bởi nhiều doanh nghiệp chuyên về các giải pháp quản lý chuỗi cung ứng.  Chọn trường hợp là tập hợp đầy đủ các hộp hoặc hộp sản phẩm.  Điều này thường được thực hiện trên một pallet.  Trong ngành công nghiệp sản phẩm tiêu dùng, trường hợp chọn số lượng lớn thùng giấy thường là nhiệm vụ của nhân viên cấp nhập cảnh.  Tuy nhiên, có kỹ năng đáng kể cần thiết để tạo ra một tải pallet tốt của sản phẩm.  Yêu cầu chính là thùng giấy không bị hư hại, chúng sử dụng tốt khối lập phương (không gian) có sẵn và nhanh chóng lắp ráp.
Các sản phẩm hệ thống quản lý kho tạo đường dẫn chọn để giảm thiểu khoảng cách di chuyển của bộ chọn đơn hàng, nhưng thường bỏ qua nhu cầu tối đa hóa việc sử dụng khối, tách riêng các sản phẩm không nên chạm hoặc giảm thiểu thiệt hại.

## Các yếu tố
"Quy trình thực hiện đơn hàng" cụ thể hoặc quy trình hoạt động của các trung tâm phân phối được xác định bởi nhiều yếu tố.  Mỗi trung tâm phân phối có các yêu cầu hoặc ưu tiên riêng của nó.  Không có quy trình "một kích thước phù hợp với tất cả" mà toàn cầu cung cấp hoạt động hiệu quả nhất.  Một số yếu tố quyết định luồng quy trình cụ thể của trung tâm phân phối là:
- Bản chất của sản phẩm được vận chuyển - trứng vận chuyển và áo vận chuyển có thể yêu cầu các quy trình thực hiện khác nhau
- Bản chất của các đơn đặt hàng - số lượng mặt hàng khác nhau và số lượng của từng mặt hàng trong đơn hàng
- Bản chất của bao bì vận chuyển - vỏ, hộp, phong bì, pallet có thể tạo ra các biến thể quy trình
- Chi phí vận chuyển - hợp nhất các đơn đặt hàng, sắp xếp trước vận chuyển có thể thay đổi hoạt động xử lý
- Tính khả dụng và chi phí và năng suất của lực lượng lao động - có thể tạo ra các quyết định đánh đổi trong tự động hóa và hoạt động xử lý thủ công
- Tính kịp thời của các cửa sổ giao hàng - khi các lô hàng cần được hoàn thành dựa trên các hãng vận chuyển có thể tạo ra các biến thể xử lý
- Sự sẵn có của đô la chi tiêu vốn - ảnh hưởng đến các câu thơ thủ công quyết định quá trình tự động và lợi ích dài hạn
- Giá trị sản phẩm được vận chuyển - tỷ lệ giá trị của sản phẩm được vận chuyển và chi phí thực hiện đơn hàng
- Sự thay đổi theo mùa trong khối lượng ra - số lượng và thời gian của các đỉnh và thung lũng theo mùa của khối lượng ra
- Dự đoán khối lượng, sản phẩm và đơn đặt hàng trong tương lai
- Khả năng dự đoán của mạng phân phối - liệu mạng có tự thay đổi hay không
- Sự hiện diện của phân phối khối lượng nhỏ
- Giảm thiểu chi phí vận chuyển

Danh sách này chỉ là một mẫu nhỏ của các yếu tố có thể ảnh hưởng đến sự lựa chọn quy trình hoạt động của trung tâm phân phối.  Bởi vì mỗi yếu tố có tầm quan trọng khác nhau trong mỗi tổ chức, hiệu ứng ròng là mỗi tổ chức có các yêu cầu xử lý duy nhất.
Tác động của Toàn cầu hóa có tác động to lớn đến phần lớn việc thực hiện đơn hàng nhưng tác động của nó chủ yếu được cảm nhận trong vận chuyển và phân phối.